# النی (فیلم)
النی (به انگلیسی: Eleni) فیلمی محصول سال ۱۹۸۵ و به کارگردانی پیتر ییتس است. در این فیلم بازیگرانی همچون کیت نلیگان، جان مالکوویچ، لیندا هانت، الیور کاتن، رانلد پیکاپ، رزالی کراچلی و گلن هدلی ایفای نقش کرده‌اند.